# Rodney Elliott
Rodney Elliott (Baltimore, Maryland, 4 de marzo de 1976) es un exjugador de baloncesto estadounidense. Con 2.03 metros de estatura, jugaba en la posición de ala-pívot. 

## Trayectoria

### Clubes
| Club                     | País           | Año       |
| ------------------------ | -------------- | --------- |
| Athlon Ieper             | Bélgica        | 1998-1999 |
| Piratas de Quebradillas  | Puerto Rico    | 1999      |
| Baltimore Bayrunners     | Estados Unidos | 1999      |
| Kansas City Knights      | Estados Unidos | 2000-2001 |
| Basket Livorno           | Italia         | 2001-2003 |
| Victoria Libertas Pesaro | Italia         | 2003-2004 |
| Bàsquet Manresa          | España         | 2005      |
| Baloncesto Fuenlabrada   | España         | 2005      |
| Beşiktaş                 | Turquía        | 2005-2006 |
| Sydney Kings             | Australia      | 2006-2007 |
| Tenerife Baloncesto      | España         | 2007      |
| RB Montecatini           | Italia         | 2007-2008 |
| Paris-Levallois Basket   | Francia        | 2008-2010 |
| Boca Juniors             | Argentina      | 2011      |